# Friedrich IV. (Moers)

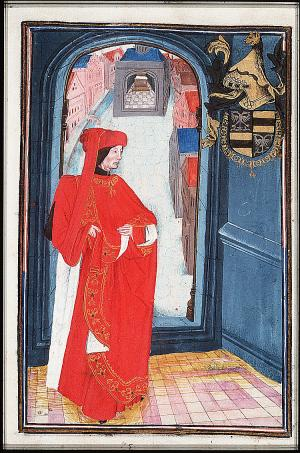
Friedrich IV. von Moers im Wappen- und Statutenbuch des Ordens vom Goldenen Vlies (Den Haag, KB, 76 E 10, fol. 51r)

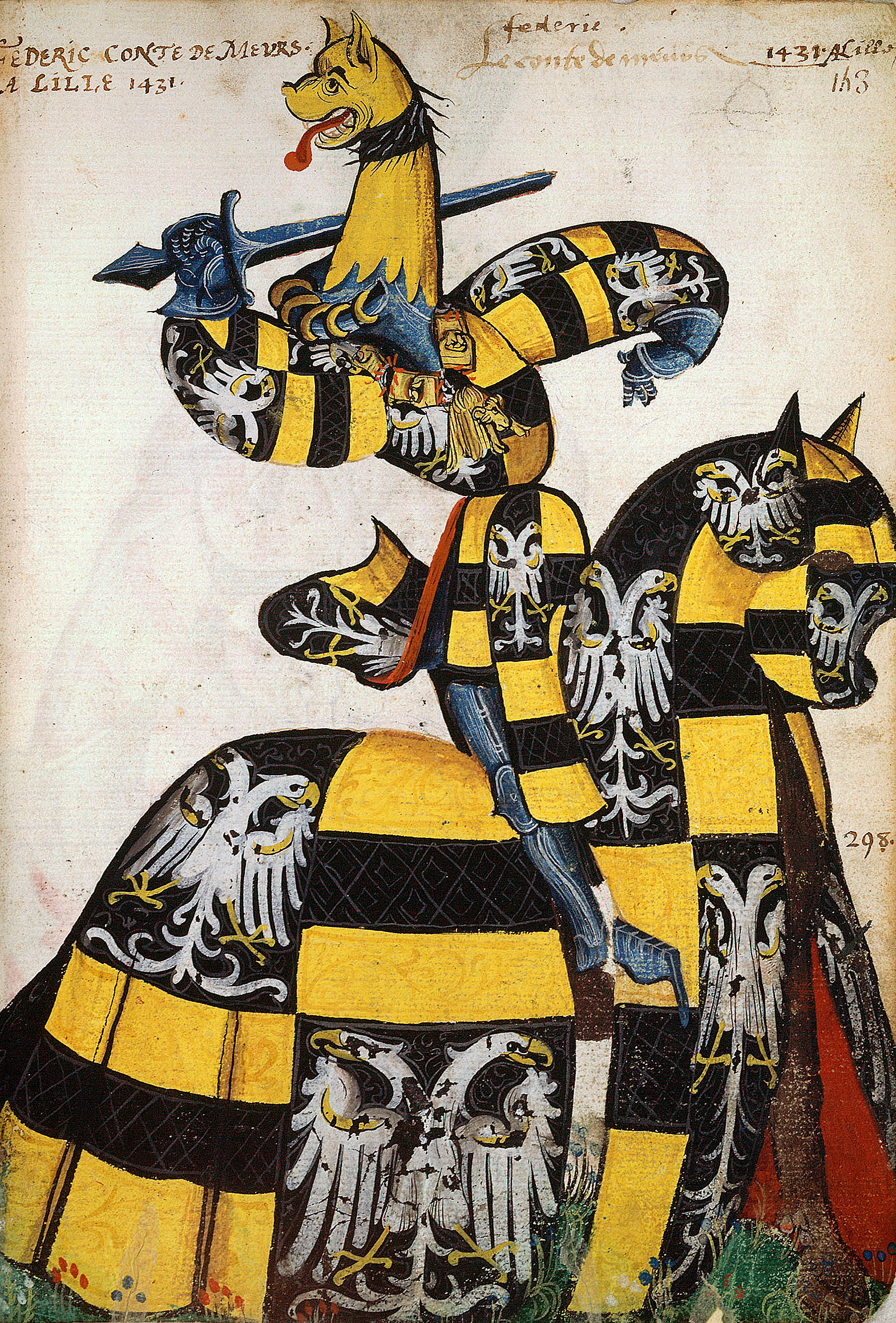
Friedrich IV. von Moers im Wappenbuch des Ordens vom Goldenen Vlies (Paris, BNF Arsenal 4790, fol. 143)

Wappen Friedrichs IV. von Moers, geviert aus den Wappen von Moers und Saarwerden

Friedrich IV. von Moers (in der Literatur teils als Friedrich III. gezählt, * um 1380; † 11. Juli 1448) war von 1399 bis 1418 Graf von Saarwerden, seit 1408 Statthalter im Herzogtum Luxemburg und der Grafschaft Chiny und von 1418 bis zu seinem Tod Graf von Moers. Sein Leben fällt in die Zeit der größten Machtentfaltung der Familie.

## Leben
Friedrichs Geburtsjahr liegt sicher nach dem Jahr 1376, dem Jahr des Ehevertrags seiner Eltern, und vor 1392. Er wurde im Jahr 1392 erstmals urkundlich erwähnt, war zu dieser Zeit aber noch minderjährig.
Er war der älteste Sohn von Graf Friedrich III. von Moers (in der Literatur teils als Friedrich II. gezählt) und der Walburga von Saarwerden. Zu seinen Brüdern gehören Dietrich II. von Moers, der von 1414 bis 1463 Erzbischof von Köln war, Heinrich II. von Moers, von 1425 bis 1450 Bischof von Münster, sowie Walram von Moers, der 1434 zum Bischof von Utrecht und 1450 zum Bischof von Münster gewählt wurde.
Friedrich wurde von der Familie und seinem Onkel mütterlicherseits, dem Kölner Erzbischof Friedrich III. von Saarwerden, zur Nachfolge in der Grafschaft Saarwerden ausgewählt, die 1397 durch den Tod des Grafen Heinrich III. erledigt war. Die Hälfte der Grafschaft stand seiner Mutter als Erbe zu, der Anspruch auf die andere Hälfte wurde Hildegard, der Schwester seiner Mutter, abgekauft. Den Betrag (insgesamt 10000 Gulden, davon 8000 für den Ankauf und 2000 Gulden in bar) schenkte ihm der Erzbischof zu seiner Vermählung mit Engelberta von der Mark. Friedrich konnte seinen Anspruch in einer Fehde gegen den Bischof von Metz de Coucy durchsetzen, der die Metzer Lehen für erledigt erklärt hatte und Friedrich die Belehnung verweigerte. Erst der Nachfolger Konrad Bayer von Boppard belehnte Friedrich am 1. Juli 1418 mit den Metzer Lehen.
Sein Vater konstituierte am 12. Mai 1417 durch eine testamentarische Verfügung (väterliche Disposition) einen Familienfideikommiss, um künftigen Streit zwischen seinen Söhnen zu verhüten. Das Erbteil jedes Sohnes wurde festgelegt. Friedrich als Ältester sollte die Grafschaft Moers erhalten und die bisher innegehabte Grafschaft Saarwerden seinem jüngeren Bruder Johann übergeben. Das Land eines ohne männliche Nachkommen verstorbenen Sohnes sollte nach dessen Tod an den nächst älteren Bruder fallen. Keinesfalls sollte die Grafschaft Moers von Kleve „zu Lehn erkannt oder empfangen werden.“ Nach dem Tod Friedrichs III. (zwischen dem 12. Mai 1417 und dem 23. Oktober 1418) übernahm Friedrich IV. gemäß der Verfügung die Grafschaft Moers und übergab dafür die Grafschaft Saarwerden an seinen jüngeren Bruder Johann, der Propst von Sankt Kunibert in Köln war und 1418 zurücktrat, heiratete und die bis ins 16. Jahrhundert existierende Linie Saarwerden gründete.
Der Erbvertrag mit seinem Bruder Johann vom 23. Oktober 1418 legte fest, dass Friedrich sich zukünftig „Graf zu Moers und zu Saarwerden“ nennen sollte, Johann sollte sich „Graf zu Saarwerden und zu Moers“ nennen. So war jeweils der Besitz und der gegenseitige Anspruch dokumentiert. Friedrich sollte das Wappen von Moers und von Saarwerden quadriert führen, so wie er es bisher schon geführt hatte. Über das neu zu schaffende Wappen Johanns enthalten die beiden Erbverträge vom 23. Oktober 1418 unterschiedliche Angaben.
Der älteste Sohn von Ludwig IV. von Lichtenberg (1396–1434), Jakob von Lichtenberg (1416–1480), und die Tochter von Friedrich, Walpurgis, wurden schon als Kinder miteinander verlobt. Als Ludwig IV. nach zwei schweren politischen Niederlagen 1429 zugunsten seiner beiden Söhne zurücktrat, übertrug er die Regentschaft für seine Herrschaft an Friedrich IV. von Saarwerden-Moers. Er führte die Regentschaft bis 1436.
Friedrich trat in den Dienst des Herzogs von Burgund und wurde von diesem in europaweit ausgreifenden diplomatischen Missionen eingesetzt. Am 30. November 1431 wurde er von Herzog Philipp dem Guten auf dem 1. Ordenskapitel in Lille zum Ritter des Ordens vom Goldenen Vlies ernannt (Diplom Nr. 26). Im Jahr 1439 war er Hauptmann des Herzogtums Luxemburg, das sich damals noch formal im Besitz der Elisabeth von Görlitz als Pfandherrin befand und um das der burgundische Herzog Philipp seit Jahren stritt, bis er 1443 dort die Regierung übernehmen konnte.
Friedrich IV. von Moers starb am 11. Juli 1448 und wurde in Sankt Pantaleon in Köln bestattet.

## Familie
Friedrich war mit Engelberta von der Mark verheiratet, einer Tochter von Adolf III. von der Mark, Graf von Kleve, und Margareta von Jülich, die ihn um zehn Jahre überlebte († Köln 7. Dezember 1458). Mit ihr hatte er fünf Kinder:
- Vincenz († 1499), bis 1437 Domherr in Köln, dann Graf von Moers; ⚭ Anna von Pfalz-Simmern-Zweibrücken
- Walburgis († 1459), Frau von Baer und Lathum; ⚭ 1. Graf Jakob von Lichtenberg, ⚭ 2. Wilhelm von Egmond (1412–1483)
- Margareta († 1453), ⚭ Gerhard von Loen, Herr zu Jülich, Graf zu Blankenheim (Spanheimer)
- Johanna († 1461), ⚭ Jakob I. Graf von Horn († 1488) (Haus Horn)
- Klara († 1459/61), 1448/58 Äbtissin von Sankt Quirin in Neuss